# Molay (Haute-Saône)
Pour les articles homonymes, voir Molay.
Molay est une commune française située dans le département de la Haute-Saône, la région culturelle et historique de Franche-Comté et la région administrative Bourgogne-Franche-Comté.
Molay participe au concours des villages fleuris depuis 1989.

## Géographie

### Localisation
Le village de Molay est situé dans la vallée de la Rigotte avec une altitude moyenne de 278 m au pied de la « montagne de La Roche » dont le sommet culmine à 426 m.
La Rigotte prend sa source dans le village de La Rochelle situé en amont à 319 m d'altitude et se perd juste au-delà de la limite du département limitrophe de la Haute-Marne, quelques kilomètres plus loin, sur la commune de Farincourt.
Le village est protégé des vents du nord par la colline de Laître (336 m) sur laquelle est implantée l'église comtoise du XVIIIe siècle, commune aux trois villages, La Rochelle, Cintrey et Molay appartenant à la paroisse de Laître.
Au sud, Molay est dominé par le massif de La Roche et en particulier par le « Pain de Beurre » (appelé souvent à tort  la « Pierre Qui Vire »). Ce dernier est un ensemble imposant de rochers, détachés de la paroi, et qui offre un panorama sur la vallée (voir photo principale). L'appellation de « Pierre Qui Vire » résulte sans doute d'une confusion qui s'est progressivement installée avec un mégalithe situé dans la forêt en contrebas du « Pain de Beurre ». Ce mégalithe, probable dolmen (d'après les fouilles d'Achille Bouillerot au XIXe siècle) était mentionné « Pierre Qui Vire » sur des cartes anciennes, telles que celle du canton de Vitrey dans l'Atlas de la Haute-Saône de 1858.

### Communes limitrophes
Les communes limitrophes sont La Rochelle, Pressigny, Bourguignon-lès-Morey, Charmes-Saint-Valbert, Cintrey, Malvillers et La Roche-Morey.

### Géologie
Argiles du Toarcien (env. -183 Ma à -174 Ma), calcaires sableux du Pliensbachien (env. -191 Ma à -183 Ma), argiles du Sinémurien (env. -193 à -191 Ma) au sud du village. Grès du Rhétien (env. -208 à -201 Ma) et marnes du Trias supérieur (env. -237 à -201Ma) au nord. Ce changement d'ère géologique, Jurassique inférieur au sud et Trias au nord, est dû à une faille qui traverse la commune au sud d’est en ouest. Ainsi de nombreux fossiles jonchent le territoire de Molay, tels que des ammonites, des rostres de bélemnites, des gryphées, etc.

### Climat
Pour des articles plus généraux, voir Climat de la Bourgogne-Franche-Comté et Climat de la Haute-Saône.
En 2010, le climat de la commune est de type climat de montagne, selon une étude du Centre national de la recherche scientifique s'appuyant sur une série de données couvrant la période 1971-2000. En 2020, Météo-France publie une typologie des climats de la France métropolitaine dans laquelle la commune est dans une zone de transition entre le climat océanique altéré et le climat océanique altéré et est dans la région climatique Lorraine, plateau de Langres, Morvan, caractérisée par un hiver rude (1,5 °C), des vents modérés et des brouillards fréquents en automne et hiver.
Pour la période 1971-2000, la température annuelle moyenne est de 9,9 °C, avec une amplitude thermique annuelle de 17,2 °C. Le cumul annuel moyen de précipitations est de 1 001 mm, avec 13,2 jours de précipitations en janvier et 9,3 jours en juillet. Pour la période 1991-2020, la température moyenne annuelle observée sur la station météorologique de Météo-France la plus proche, « La Quarte », sur la commune de La Quarte à 6 km à vol d'oiseau, est de 10,4 °C et le cumul annuel moyen de précipitations est de 1 026,0 mm. 
La température maximale relevée sur cette station est de 39 °C, atteinte le 25 juillet 2019 ; la température minimale est de −18 °C, atteinte le 20 décembre 2009,,.
Les paramètres climatiques de la commune ont été estimés pour le milieu du siècle (2041-2070) selon différents scénarios d'émission de gaz à effet de serre à partir des nouvelles projections climatiques de référence DRIAS-2020. Ils sont consultables sur un site dédié publié par Météo-France en novembre 2022.

## Urbanisme

### Typologie
Au 1er janvier 2024, Molay est catégorisée commune rurale à habitat dispersé, selon la nouvelle grille communale de densité à sept niveaux définie par l'Insee en 2022.
Elle est située hors unité urbaine et hors attraction des villes,.

### Occupation des sols

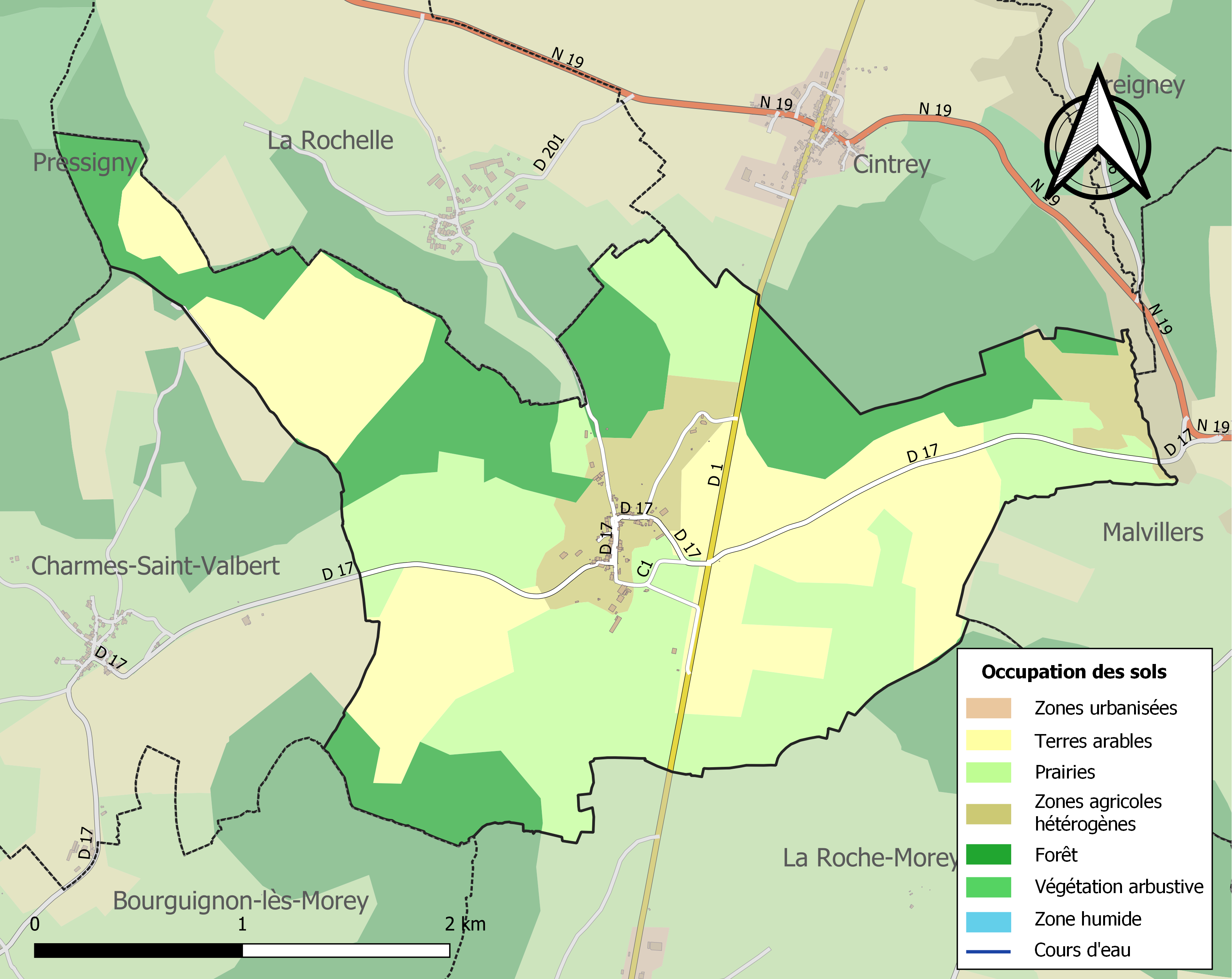
Carte des infrastructures et de l'occupation des sols de la commune en 2018 (CLC).

L'occupation des sols de la commune, telle qu'elle ressort de la base de données européenne d’occupation biophysique des sols Corine Land Cover (CLC), est marquée par l'importance des territoires agricoles (76,2 % en 2018), en augmentation par rapport à 1990 (73 %). La répartition détaillée en 2018 est la suivante : 
prairies (34,2 %), terres arables (33 %), forêts (23,8 %), zones agricoles hétérogènes (9 %). L'évolution de l’occupation des sols de la commune et de ses infrastructures peut être observée sur les différentes représentations cartographiques du territoire : la carte de Cassini (XVIIIe siècle), la carte d'état-major (1820-1866) et les cartes ou photos aériennes de l'IGN pour la période actuelle (1950 à aujourd'hui).

## Histoire

### Préhistoire
À Molay, on trouve de nombreux témoignages de la présence d’humains durant le Paléolithique et le Néolithique. En effet, des silex taillés et des haches de pierre polie (en plus petit nombre) ont été trouvés dans les champs en période de labours, du moins sur certains sites à l’érosion favorable (voir photos).

En outre, le camp préhistorique de Bourguignon-lès-Morey, occupé de -4200 à -400 (Néolithique moyen, âge du bronze et 1er âge du fer), l’un des plus importants de l’est de la France, possède sa porte principale à la limite du territoire de la commune de Molay. À quelques kilomètres de là, les grottes qui bordent les pertes de la Rigotte ont été occupées au Magdalénien, aux environs de -16 000 ans, à la fin de la dernière ère glaciaire.

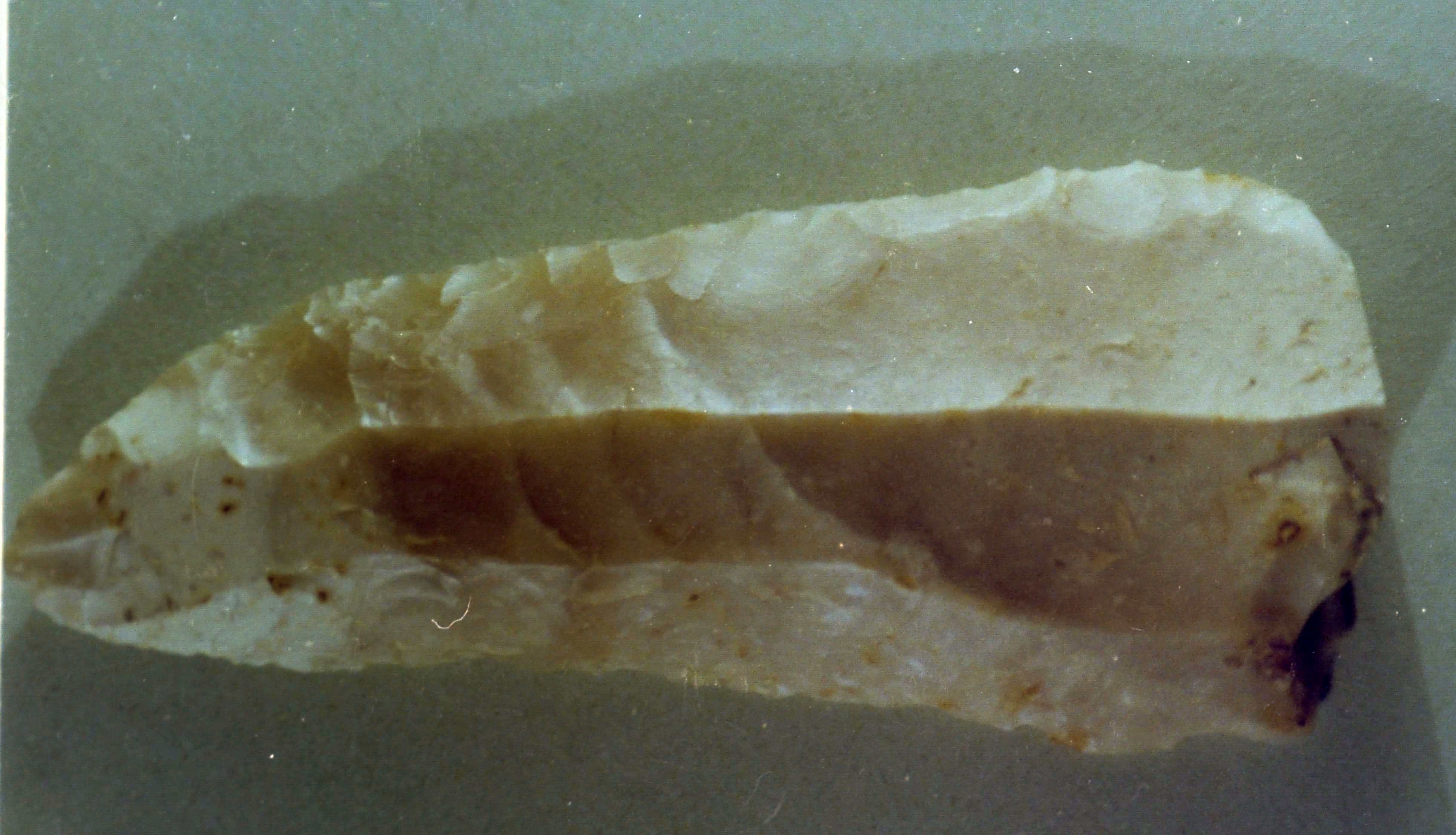
Couteau en silex
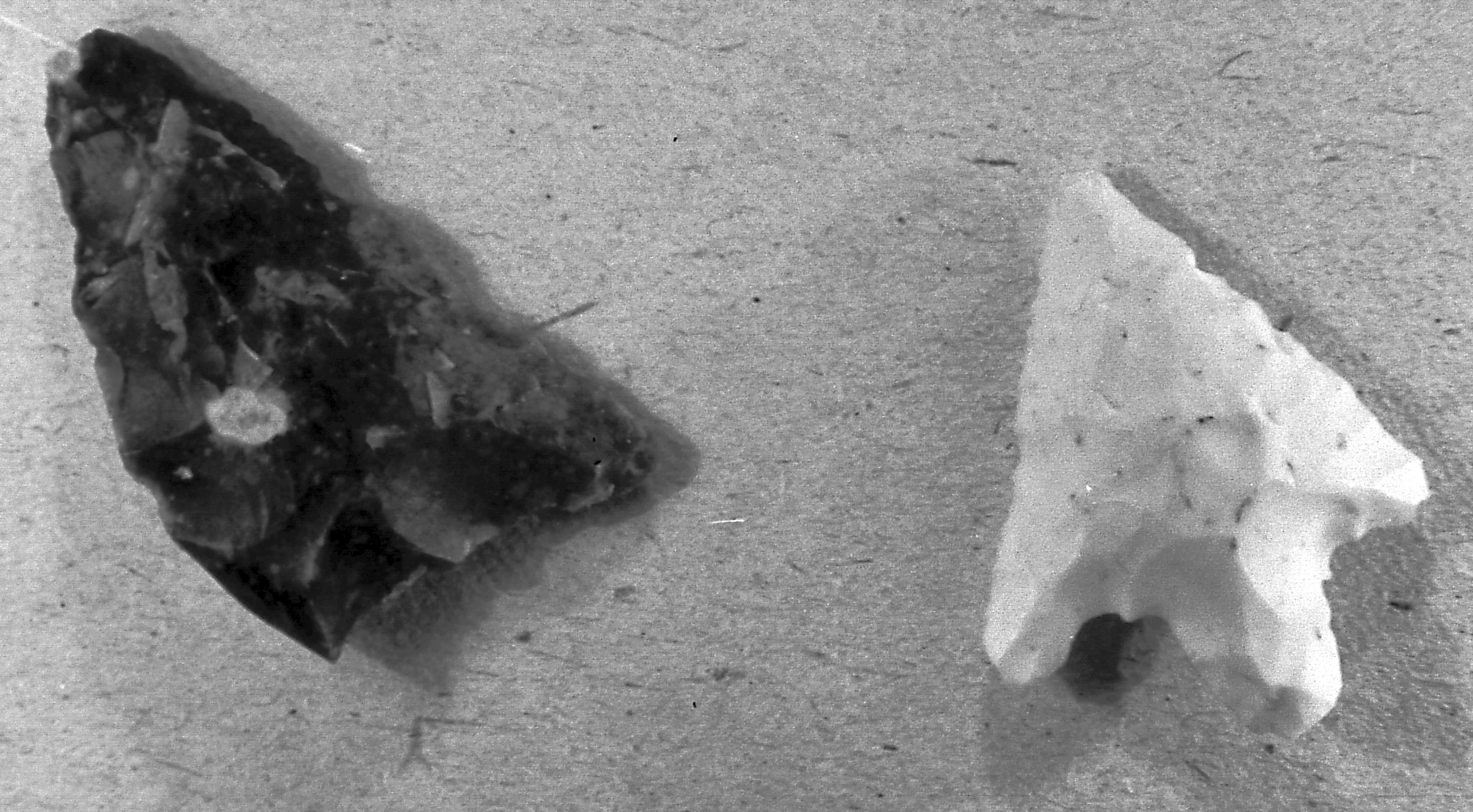
Pointes de flèche

### Moyen Âge

#### Famille de Molay

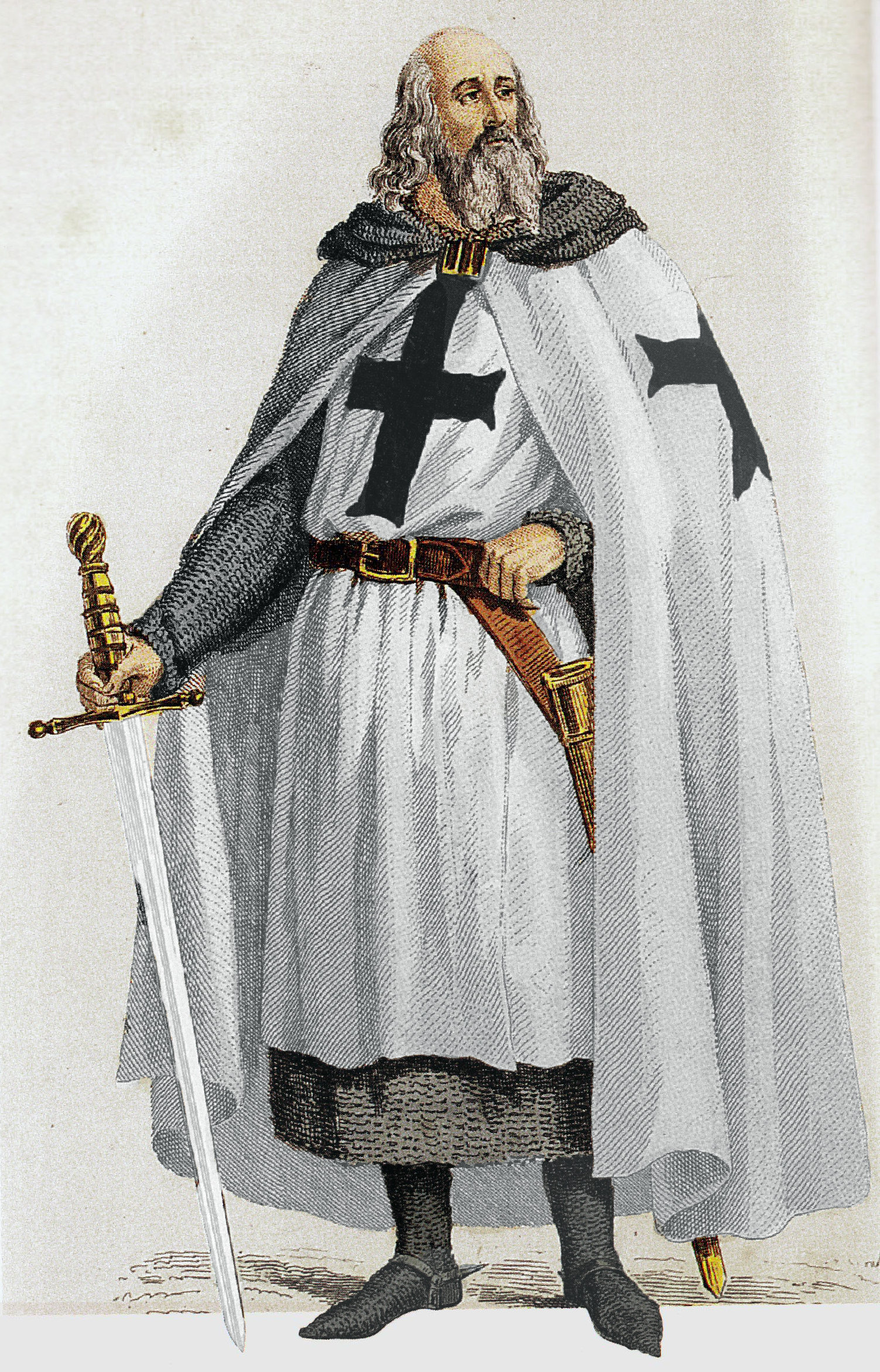
Jacques de Molay

Les travaux de l’historien Philippe Josserand ont permis d'établir que Jacques de Molay était bien originaire d'une famille de petite noblesse de Molay, en Haute-Saône. Jacques de Molay fut le 23e et dernier grand maître de l'ordre du Temple. Il a été élu à Chypre vers le 20 avril 1292. Il a été arrêté le vendredi 13 octobre 1307 et est mort sur le bûcher sur l'île aux Juifs à Paris le 11 mars 1314 (ou peut-être le 18). Ses parents sont très probablement Girard de Molay et Lucie de Dommarien (peut-être mariée en secondes noces à Girard). Le territoire de Dommarien se situe dans l’actuelle Haute-Marne, non loin de Molay.
Parallèlement, Jacques Mourant a publié une synthèse des recherches précédentes (celles de Charles Duvernoy publiées dans son Nobiliaire du Comté de Bourgogne) et des siennes pour établir la filiation suivante vers Jacques de Molay :
- La veuve non désignée de Raymond de Molers (Molay), leurs fils, également décédés Ansissius et Hugo (1097)[21].
- Aimé de Molay a deux fils ; il cède au couvent de La Charité ses droits dans les églises de Fretigney et d’Étrey (1188)[21].
- Pierre de Molay, prêtre (1213)[21].
- Gérard de Molay, chevalier dont le suzerain était Jacques de Vellefaux, chevalier, seigneur de La Rochelle, nommé Jacques de La Rochelle, seigneur de Vellefaux, lui-même vassal, pour ledit fief, de Henri de Vergy, sénéchal de Bourgogne (1255-60)[21].
- Aimé, chevalier de Molay, possédait à Nantouard, Angirey, Vellefrange (1261-62)[21].
- Jacques de Molay, dernier grand-maître de l’ordre du Temple.
- Gérard de Molay, écuyer, tient de Vaucher de Montfaucon la maison forte de Bonboillon (1305-1315)[21].
- Élisabeth de Molay, seconde femme de Ferry de Châtillon-Guyotte (1334)[21].

Jacques de Molay avait pour frères et sœurs :
- Pierre, doyen du chapitre cathédral à Langres, décédé en 1318[20], enterré dans la cathédrale de Langres avec son neveu, prénommé Jacques et prébendier dans le même chapitre ;
- Pierre, doyen du chapitre de Troyes, décédé en 1333[21] ;
- Jean, le frère de Pierre selon le testament de celui-ci, cité dans les actes de 1272, encore vivant en 1333, dont on ne sait s’il était marié ou religieux[21] ;
- Girard II, seigneur de Molay, et de la maison-forte de Bonboillon en 1305, décédé avant 1333[21] ;
- Jeannette et Guillemette, dont l’une aurait épousé un de Choilley et l’autre un de Baissey[21].

À la génération suivante, les seuls neveux connus de Jacques de Molay étaient des religieux :
- Jacques, enfant de Girard II ou de Jean, prébendier, enterré avec son oncle Pierre dans la cathédrale de Langres ;
- Guillaume, fils de Girard II, vicaire général de Besançon en 1344 ;
- Jean, fils de Girard II ou de Jean, à la cour de Bourgogne en 1402 et rendant encore hommage à l’évêque de Chartres en 1404, pour un fief dû à ses anciennes fonctions de chantre à la cathédrale de Chartres.

Cette famille de Molay ne s’est pas agrandie au cours du XIVe siècle et elle disparait progressivement au siècle suivant.

#### Famille de Lassau
De la fin du XVème au milieu du XVIIème siècle, c'est la famille de Lassau (parfois orthographié Lassaut, Lassault ou Lassaux) qui règne sur Molay. Le 5 mai 1535 meurt Louis de Lassau seigneur de Molay et capitaine de Morey pour Guillaume de Vergy, comme l'indique sa pierre tombale qui se trouve dans l'église de Laître (voir photo rubrique patrimoine).

#### À partir du XVèmesiècle
En 1425, le village de Molay est composé de deux entités Molay-La-Ville et Molay-Laître. Molay appartenait au Comté de Bourgogne (actuelle Franche-Comté) et dépendait du Saint-Empire romain germanique puis de la couronne d'Espagne avant d'être rattaché à la France, par le traité de Nimègue en 1678. Cependant la langue française y était la langue officielle pour les actes juridiques.
En 1614, Molay, avec 68 ménages, appartenait à M. le comte de Champlitte, au marquis de Vielpont et à M. de Lassaut.

### État-Civil
Les registres paroissiaux de Laître, couvrant la période 1595 à 1802, sont les plus anciens du canton de Vitrey-sur-Mance et incluent le village de Preigney. Ils sont accessibles aux Archives départementales de la Haute-Saône, notamment au format numérique. Ensuite, les registres d'État-Civil ont été tenus sans discontinuité et sont également archivés et accessibles dans la même institution.

### XIXesiècle
D'après le "Plan Napoléonien" (voir image ci-dessous) de 1835, le village est composé de 90 maisons dont un manoir (Ensemble de bâtiments datant du XVème ou XVIème siècle, appelé "Maison de Jacques de Molay" par les habitants par tradition orale), deux moulins à farine sur la Rigotte et trois fours à pain banaux pour 372 habitants.
Le 25 septembre 1861, la commune de Molay achète deux sources situées sur la commune de La Rochelle pour subvenir à ses besoins en eau. En 1862 deux fontaines de Molay sont alimentées par les sources achetées l'année précédente et viennent compléter les puits creusés autrefois par les habitants auprès de leurs maisons.
Le 6 octobre 1874, à l'église de Laître, on baptise une nouvelle cloche gravée "Je m'appelle Clotilde Stanislas" en l'honneur de son parrain M. Pierre-Étienne-Stanislas Pétiet ancien notaire honoraire de Cintrey, et de sa marraine Mme Marguerite Marie-Clotilde comtesse de Terrier-Santans.
L’école de garçons de Molay-Laitre fut supprimée le 1er janvier 1897 au profit d'une école mixte au rez-de-chaussée du bâtiment de la mairie de Molay. L'instituteur M. Jobert "descendit" alors à Molay.

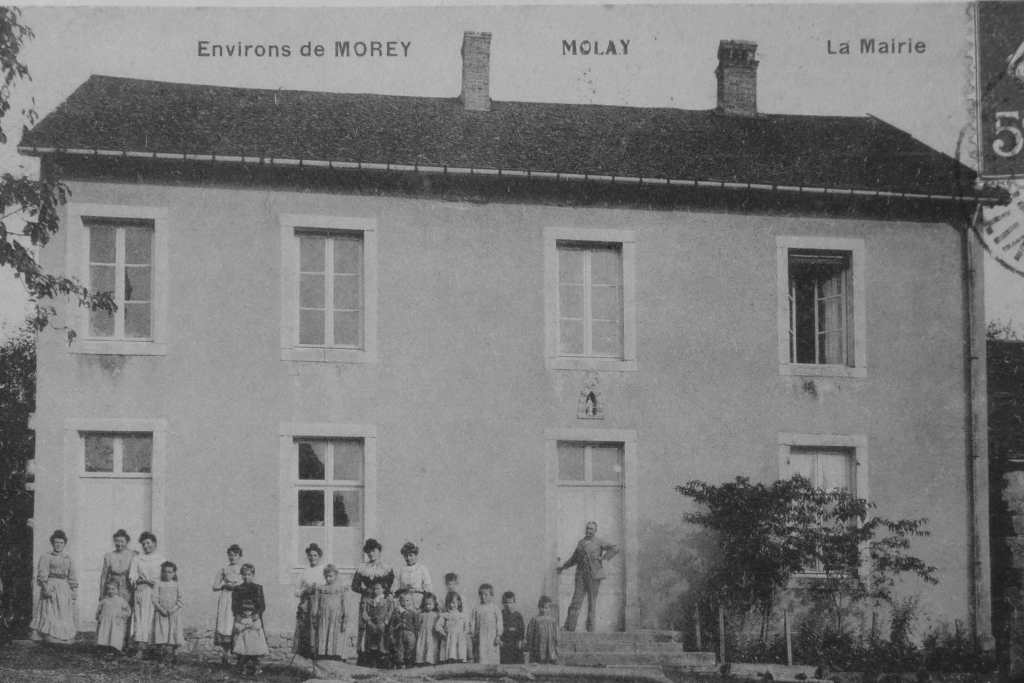
1897 l'école mixte au rez-de-chaussée et la mairie au premier étage.
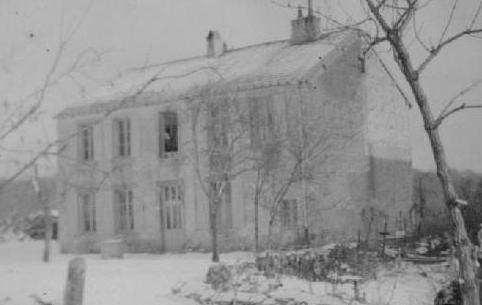
Hiver 1950 : école de Laître (devenue maison familiale rurale en 1950)
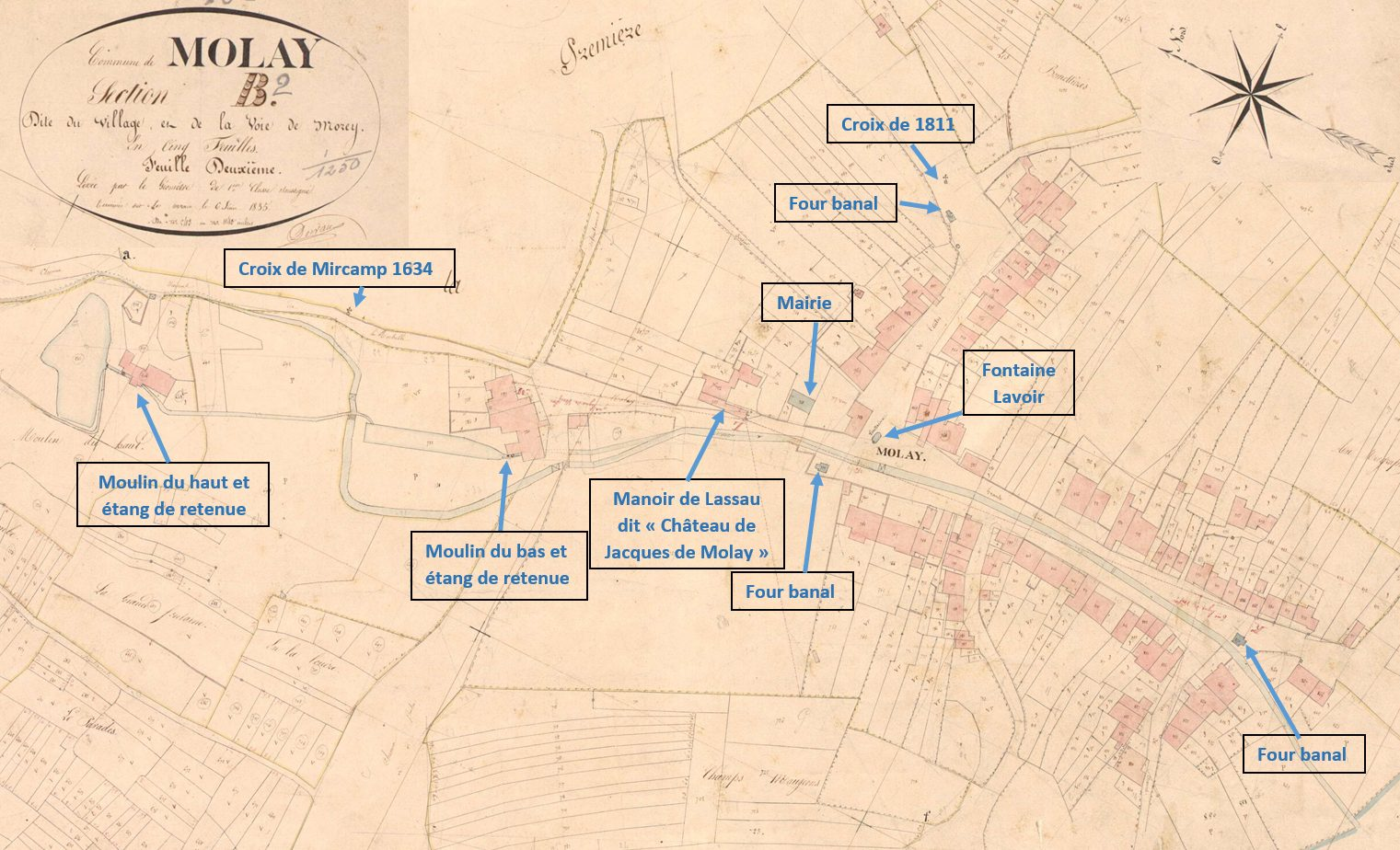
Plan du village, extrait du cadastre napoléonien de 1835

### La ligne de chemin de fer vicinal Molay - Vesoul[26]
Ce moyen de transport en commun très utilisé en zone rurale au début du XXe s. était appelé tram, on parlait alors de "ligne du tram". Le 15 septembre 1910, était livrée une locomotive CFV 31 fabriquée à Paris par la société Corpet-Louvet sous le numéro de série 1305. C'était une machine du type 030T (trois essieux moteur). Avec une puissance d'environ 300 chevaux, une masse en service de 23 tonnes, une longueur (avec les tampons) de 6,91 m et une largeur de 2,10 m, elle avait une capacité de 700 kg de charbon (production de chaleur) et 2 200 litres d'eau (production de vapeur). C'est le 21 septembre 1910 que la ligne du tram Vesoul et Molay fut ouverte à l'exploitation, avec trois départs journaliers : à 5 h 5, à 12 h 5 et à 18 h 14. Elle est restée en exploitation jusqu'au 31 décembre 1937. Ensuite les rails furent démantelés et la voie resta longtemps visible, notamment dans les zones où elle était surélevée et par la présence du ballast noir (ressemblant à de l'obsidienne) réalisé à partir de crasses de fonderie.La gare de Molay était composée de deux bâtiments : le premier recevait la salle des voyageurs et le local des marchandises avec quai de chargement. Le second était destiné de remise de la locomotive à vapeur Corpet-Louvet 030T et de dortoir à l'équipage de la locomotive. Les bâtiments sont toujours  là, le premier a été transformé par la commune en deux logements locatifs en 2020, une façon de stopper leur dégradation. 

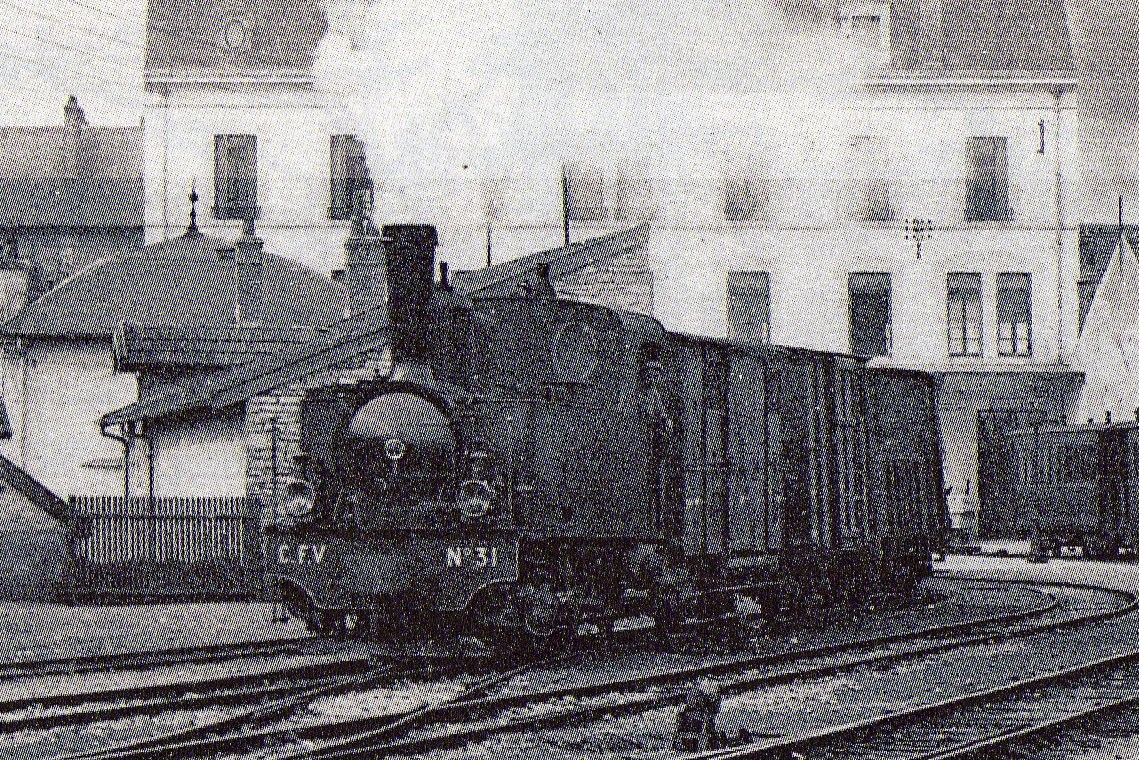
Locomotive Corpet-Louvet 030T CFV N°31 de la ligne Vesoul - Molay.
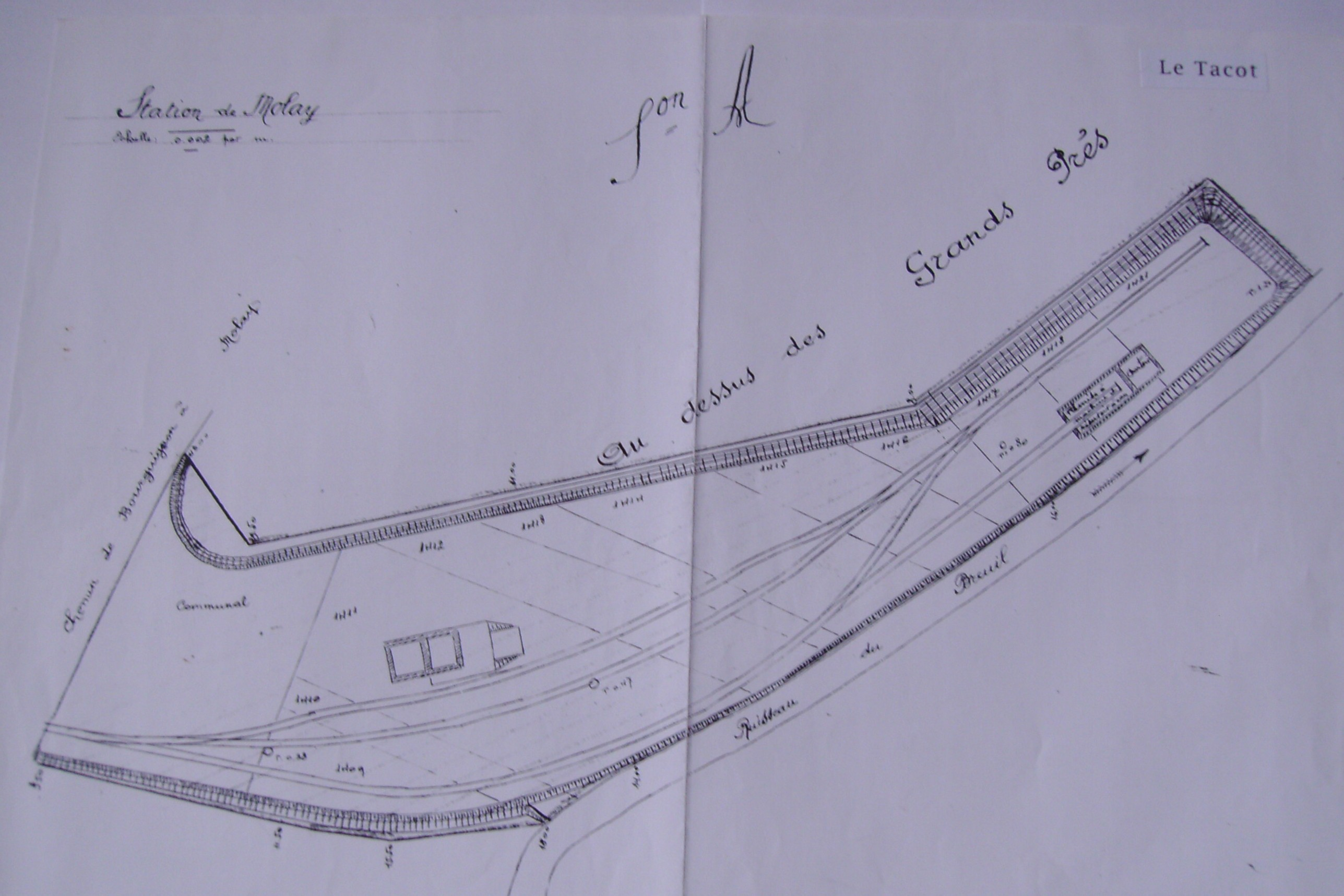
Vers 1907, plan d'implantation des rails et bâtiments de la gare de Molay.
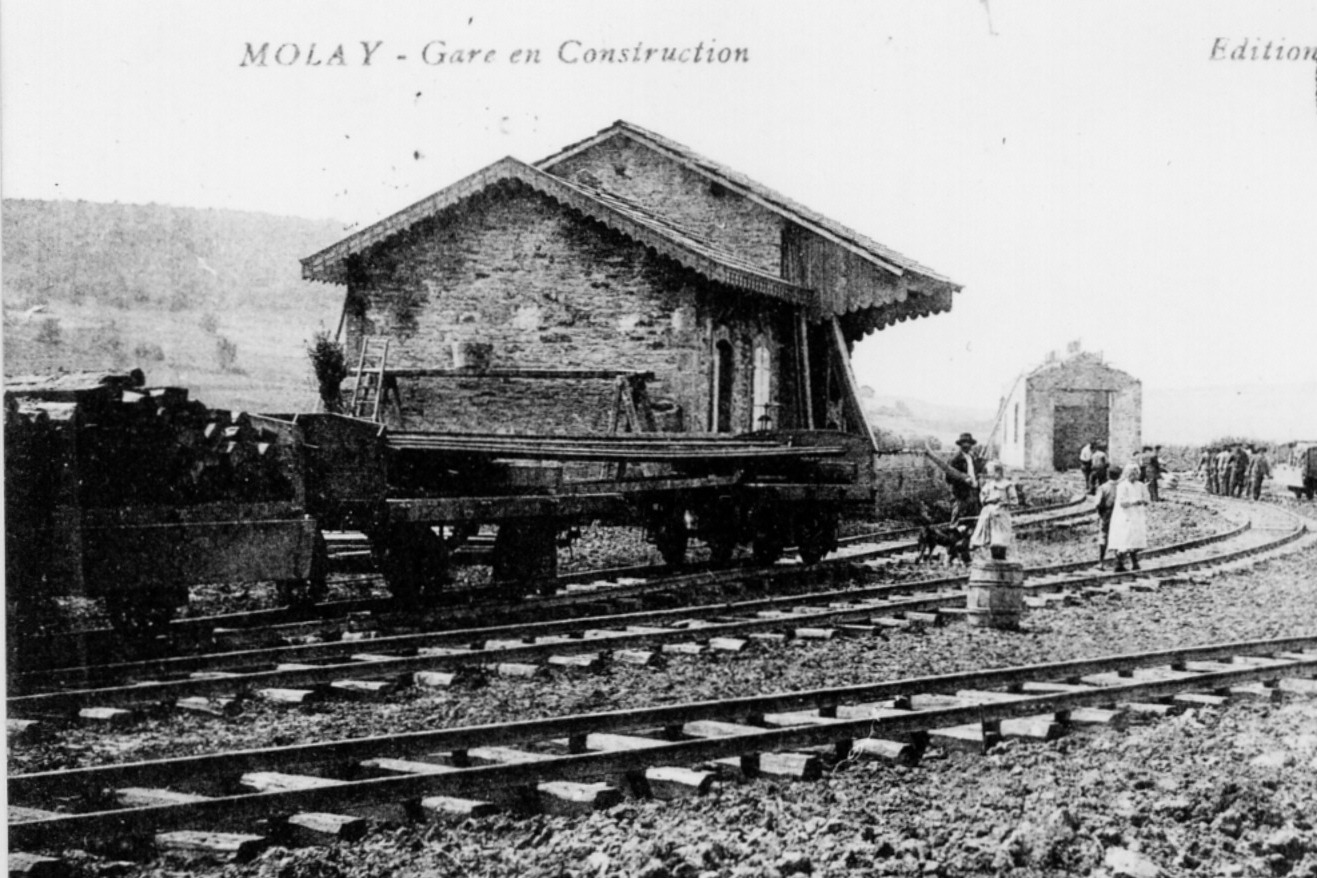
Août 1910, construction de la gare de Molay (terminus de la ligne Vesoul-Molay).

### XXesiècle
Quelques évènements :
La première cabine de téléphone publique est installée le 20 novembre 1921 (décision prise le 25 octobre 1921 par le conseil municipal). C'est en 1922 que l'électricité arrive à Molay, une  convention pour la distribution de l'électricité avec la  SICAE de Ray-Cendrecourt ayant été votée le 25 octobre 1922. Le 10 novembre 1922, un atelier communal de distillation est mis en service.
Pour l'accueil d'une délégation de 35 Américains venus rendre hommage à Jacques de Molay, le conseil municipal vote un crédit le 29 juillet 1937.
La première Maison Familiale Rurale de Haute-Saône, centre de formation pour agriculteurs, entre en activité en 1950 au hameau de Laître dans le bâtiment qui avait été jusqu'en 1897 l'école des garçons de la paroisse de Laître.
C'est en 1953, que le remplacement des chevaux par des tracteurs à moteur a commencé avec l'arrivée d'un Renault Diesel d'environ 37 chevaux (information à la suite d'une enquête chez les habitants du village).
Il a fallu attendre 1963 pour que l'eau courante remplace l'eau aux fontaines publiques.
Vers 1960 à 1970, les matchs de football de l'équipe de Laître se déroulaient à Molay dans le "Rond-Pré", au bord de la Rigotte, en face de la mairie de Molay. Ensuite, le nouveau terrain fut transféré sur le territoire de Cintrey.
Dans l'après-midi du 19 août 1977, un violent orage provoqua une importante inondation avec torrents de boue arrivant des versants autour du village et envahissant chemins et routes.

Le 26 mars 1998, Charles Multon (maire et conseiller général), accompagné de M. Mathieu (secrétaire général de la préfecture), M. François Sœur (directeur du Centre du logement) et M. Chipaux (ingénieur de l'équipement) ont inauguré deux nouveaux logements réalisés pour la commune de Molay dans l'ancien bureau de poste afin de lutter contre le déclin démographique. Ces logements ont été réalisés dans la maison précédemment occupée par Germaine Aubry couturière qui a tenu, durant une grande partie du XXème, le bureau de Poste local.

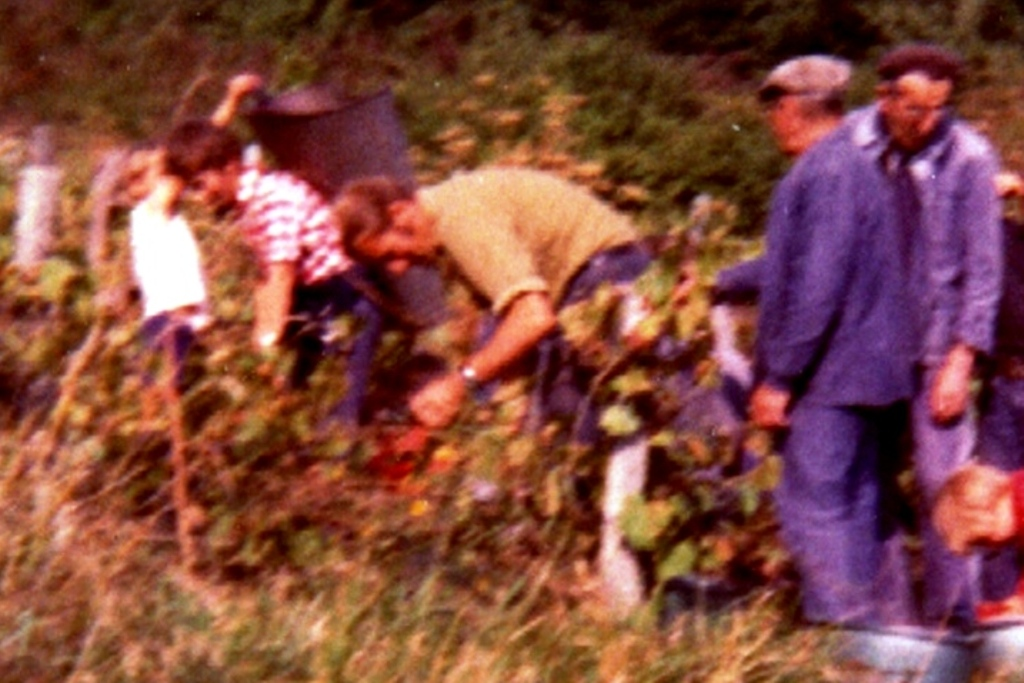
Sept. 1974 vendanges au "Versant des Vignes"
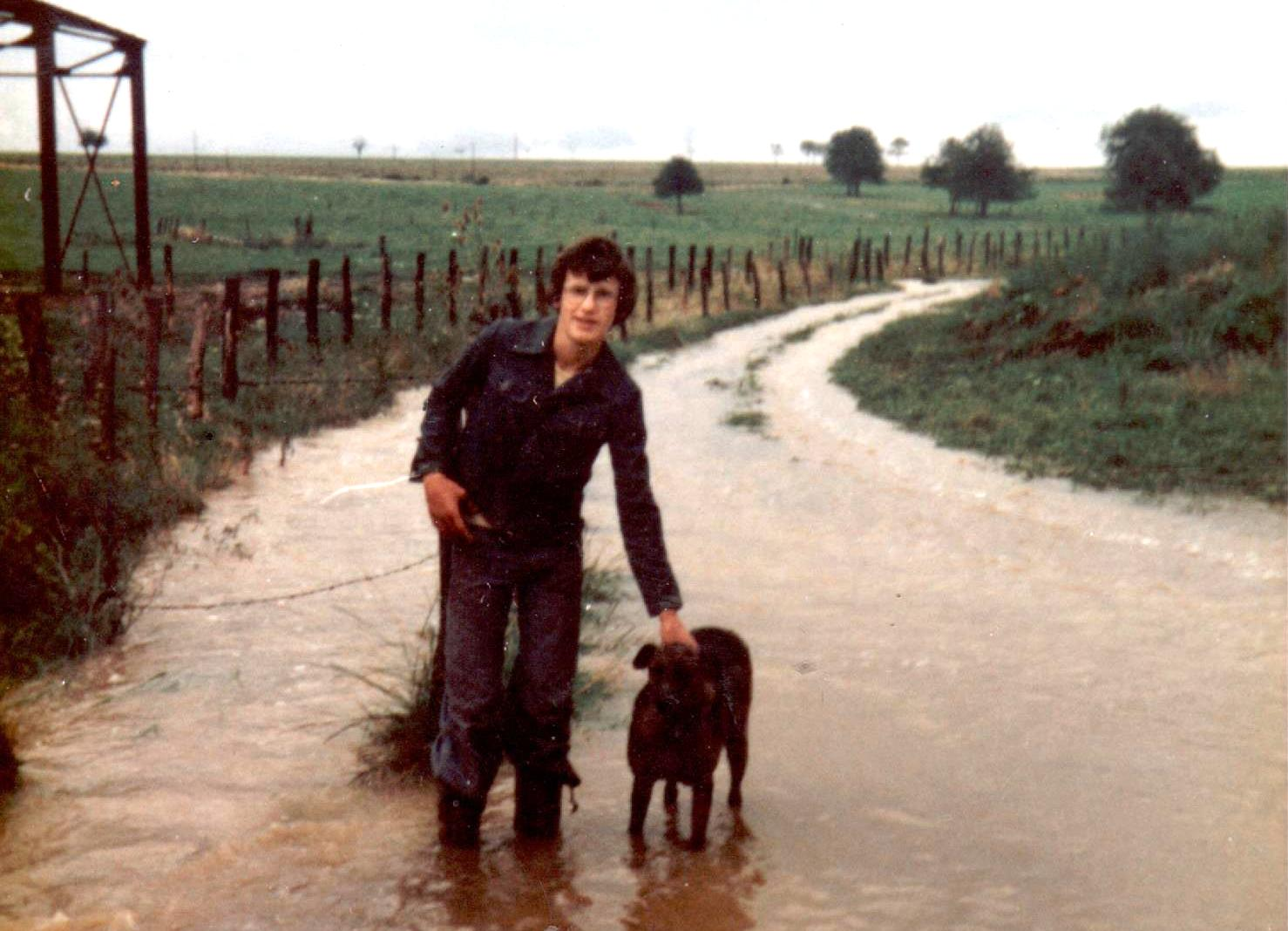
Août 1977 : inondations

### XXIesiècle
Quelques événements :
Le 17 juin 2000, à la suite de la décision d'affecter des noms aux rues u village, fut inaugurée la place du Docteur-Jean-Valnet par Charles Multon en présence des représentants des Corps Francs Pommiès et d'Alain Chrétien.
À la suite de la fermeture de l'école en 2002, le bâtiment fut transformé pour accueillir un logement locatif et déplacer la mairie au rez-de-chaussée. L'inauguration eut lieu le 25 avril 2004 par Charles Multon maire et conseiller général en présence de Michel Raison député, Charles Gauthier conseiller général et Laure Libersa conseillère générale.
Le Conseil municipal choisit de renommer la rue de la Mairie en rue de Jacques-de-Molay le 5 juin 2007. Puis, la municipalité décida d'acheter le linteau en accolade historique (avec inscription, voir plus bas) de l'ancien manoir de Molay et de l'intégrer dans la façade de la mairie afin de le sauvegarder, l'inauguration eut lieu le 16 novembre 2007.
En 2014, pour le 700e anniversaire de la mort de Jacques de Molay sur le bûcher à Paris, des festivités furent organisées le 18 mars (l'une des deux dates présumées de sa mort) puis durant l'été.
Le 2 août 2014, la rue Charles Multon fut inaugurée par Pascal Doussot, maire de Molay, en présence d'Alain Joyandet, Michel Raison, de plusieurs conseillers généraux, du président de la communauté de communes de Hauts du Val de Saône et de nombreux maires du secteur.

À l'occasion de la cérémonie du 11 novembre 2015, on ajouta le nom d'un oublié, Arsène Rousselot, sur le monument aux morts de Molay à la suite de son décès au combat pour la France dans le département de la Marne le 31 décembre 1914.

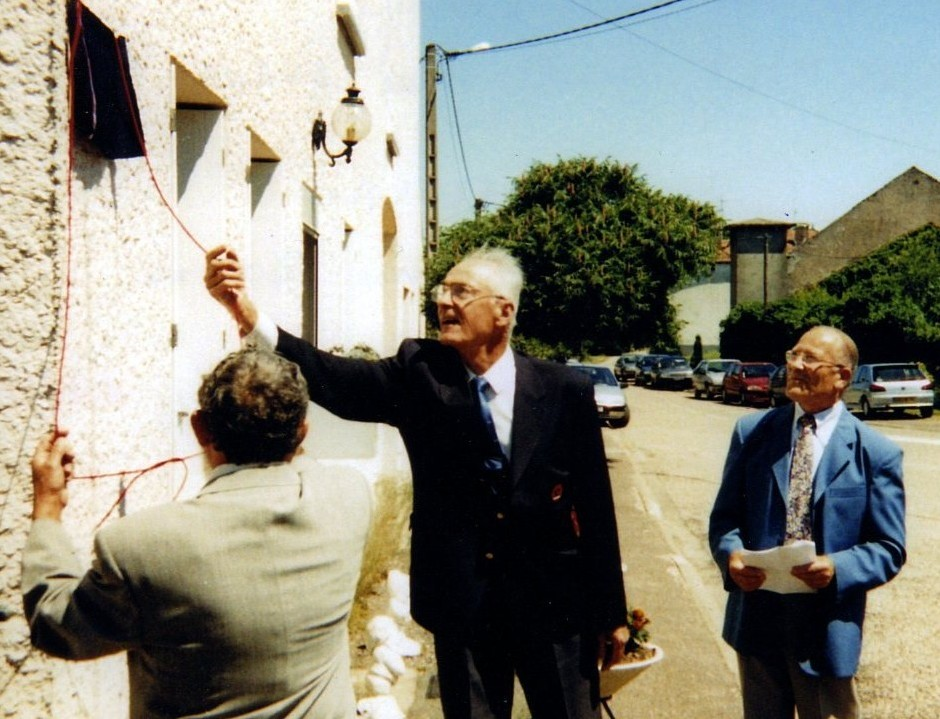
17 juin 2000 : Inauguration place Valnet
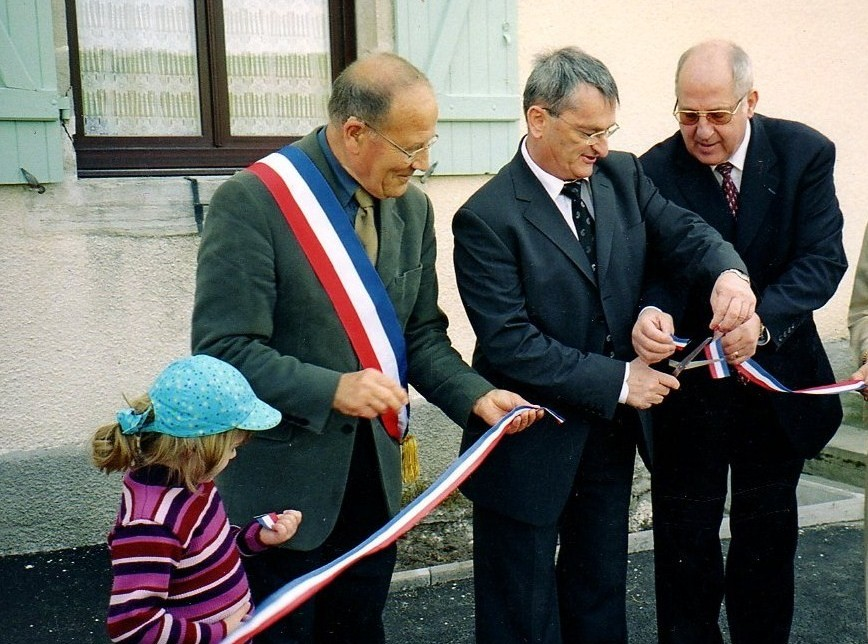
25 avril 2004 inauguration des nouveaux locaux de la mairie.
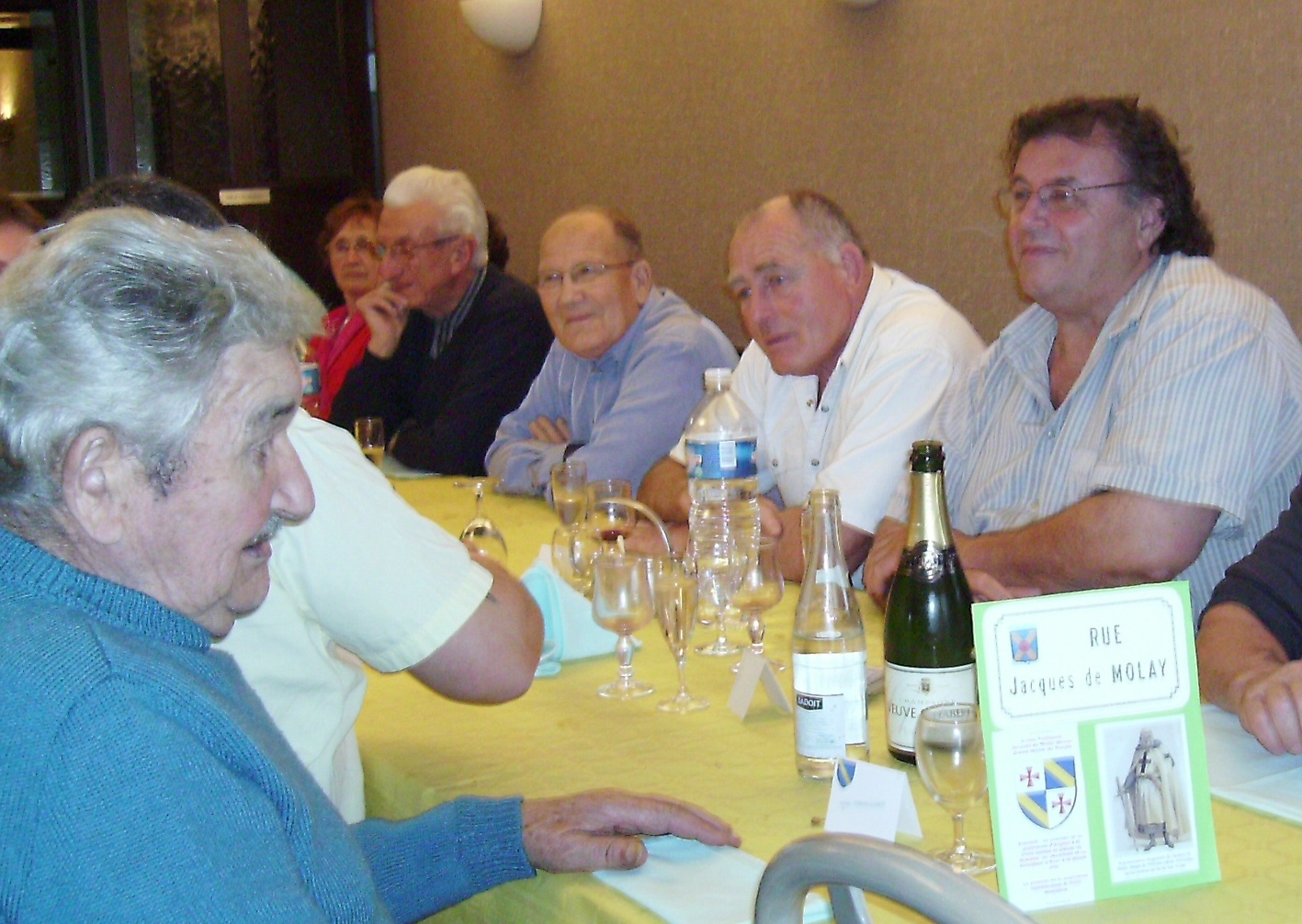
27 octobre 2007 inauguration de la rue J. de Molay

## Politique et administration

### Rattachements administratifs et électoraux
La commune fait partie de l'arrondissement de Vesoul du département de la Haute-Saône, en région Bourgogne-Franche-Comté. Pour l'élection des députés, elle dépend de la première circonscription de la Haute-Saône.
De 1793 à 1800 dépendait du canton de Morey. Puis, depuis 1801, Molay faisait partie du canton de Vitrey-sur-Mance.
À la suite du redécoupage cantonal de 2014 en France, la commune fait désormais partie du canton de Jussey.

### Intercommunalité
La commune était membre de la petite communauté de communes du Pays jusséen, intercommunalité créée au 1er janvier 1990 et qui regroupait environ 4 300 habitants en 2009.
L'article 35 de la loi no 2010-1563 du 16 décembre 2010 « de réforme des collectivités territoriales » prévoyait d'achever et de rationaliser le dispositif intercommunal en France, et notamment d'intégrer la quasi-totalité des communes françaises dans des EPCI à fiscalité propre, dont la population soit normalement supérieure à 5 000 habitants.
Dans ce cadre, le schéma départemental de coopération intercommunale a prévu la fusion cette intercommunalité avec d'autres, et l'intégration à la nouvelle structure de communes restées jusqu'alors isolées. Cette fusion, effective le 1er janvier 2013, a permis la création de la communauté de communes des Hauts du Val de Saône, à laquelle la commune est désormais membre.

### Liste des maires
| Période                                  | Période                    | Identité                         | Étiquette | Qualité                                              |
| ---------------------------------------- | -------------------------- | -------------------------------- | --------- | ---------------------------------------------------- |
| Les données manquantes sont à compléter. |                            |                                  |           |                                                      |
| 1799                                     | 1804                       | François Broilliard              |           | Vigneron                                             |
| 1804                                     | 1811                       | Claude Besancenet                |           | Laboureur                                            |
| 1811                                     | 1839                       | Simon Broilliard                 |           | Laboureur                                            |
| 1839                                     | 1848                       | Nicolas Broilliard               |           | Propriétaire                                         |
| 1848                                     | 1848                       | Claude François Broilliard       |           | Cultivateur                                          |
| 1848                                     | 1861                       | Romaric Besancenet               |           | Propriétaire                                         |
| 1861                                     | 1871                       | François Ignace Courteroy        |           | Meunier                                              |
| 1871                                     | 1885                       | Luc Athanase Champonnois         |           | Cultivateur                                          |
| 1885                                     | 1892                       | Claude François Champonnois      |           | Cultivateur                                          |
| 1892                                     | 1898                       | Nicolas Lecorney                 |           | Vigneron                                             |
| 1898                                     | 1899                       | Théophile Champonnois            |           | Cultivateur                                          |
| 1899                                     | 1900                       | Hippolyte Multon                 |           | Cultivateur                                          |
| 1900                                     | 1908                       | Claude Jean Baptiste Champonnois |           | Propriétaire                                         |
| 1908                                     | 1912                       | Théophile Champonnois            |           | Cultivateur                                          |
| 1912                                     | 1919                       | Charles Courcier                 |           | Cultivateur et chef de gare (tram Molay-Vesoul)      |
| 1919                                     | 1923                       | Hippolyte Multon                 |           | Cultivateur                                          |
| 1923                                     | 1931                       | René Carteret                    |           | Cultivateur                                          |
| 1931                                     | 1935                       | Eugène Carteret                  |           | Cultivateur                                          |
| 1935                                     | 1947                       | René Carteret                    |           | Cultivateur                                          |
| 1947                                     | 1953                       | François Carteret                |           | Cultivateur                                          |
| 1953                                     | 1968                       | André Multon                     |           | Cultivateur                                          |
| mars 1968                                | mars 2008                  | Charles Multon                   | RPR       | Conseiller général de Vitrey-sur-Mance (1994 → 2008) |
| mars 2008                                | 2014                       | Christine Chadeyron              |           |                                                      |
| 2014                                     | En cours (au 14 août 2020) | Pascal Doussot                   |           | Commercial                                           |

## Population et société

### Démographie
L'évolution du nombre d'habitants est connue à travers les recensements de la population effectués dans la commune depuis 1793. Pour les communes de moins de 10 000 habitants, une enquête de recensement portant sur toute la population est réalisée tous les cinq ans, les populations de référence des années intermédiaires étant quant à elles estimées par interpolation ou extrapolation. Pour la commune, le premier recensement exhaustif entrant dans le cadre du nouveau dispositif a été réalisé en 2004.

En 2022, la commune comptait 68 habitants, en stagnation par rapport à 2016 (Haute-Saône : −1,4 %, France hors Mayotte : +2,11 %).
| 1793 | 1800 | 1806 | 1821 | 1831 | 1836 | 1841 | 1846 | 1851 |
| ---- | ---- | ---- | ---- | ---- | ---- | ---- | ---- | ---- |
| 378  | 363  | 264  | 358  | 400  | 372  | 371  | 331  | 339  |

| 1856 | 1861 | 1866 | 1872 | 1876 | 1881 | 1886 | 1891 | 1896 |
| ---- | ---- | ---- | ---- | ---- | ---- | ---- | ---- | ---- |
| 299  | 316  | 312  | 300  | 289  | 266  | 275  | 236  | 249  |

| 1901 | 1906 | 1911 | 1921 | 1926 | 1931 | 1936 | 1946 | 1954 |
| ---- | ---- | ---- | ---- | ---- | ---- | ---- | ---- | ---- |
| 194  | 193  | 164  | 150  | 130  | 122  | 117  | 97   | 97   |

| 1962 | 1968 | 1975 | 1982 | 1990 | 1999 | 2004 | 2006 | 2009 |
| ---- | ---- | ---- | ---- | ---- | ---- | ---- | ---- | ---- |
| 96   | 90   | 73   | 72   | 59   | 51   | 55   | 54   | 70   |

| 2014 | 2019 | 2022 | - | - | - | - | - | - |
| ---- | ---- | ---- | - | - | - | - | - | - |
| 67   | 65   | 68   | - | - | - | - | - | - |

En 1790, Molay a compté jusqu'à 410 habitants. En 1999, le nombre d'habitants est tombé à 51 habitants. Depuis 1999, la population a recommencé de croître.

### Manifestations culturelles et festivités
- Le 28 juillet 2002, le premier vide-grenier a eu lieu au village puis progressivement la date du 15 août a été adoptée pour cet évènement annuel.
- Le 28 juillet 2004, nait à Molay l'association « La Pierre-qui-Vire » destinée l'organisation d'animations culturelles et de loisirs dont le vide-grenier, la fête de Molay, le pot de l'amitié du 14 Juillet, le Téléthon…
- À l'initiative de Christine Chadeyron maire de Molay, et de son conseil municipal, des fêtes médiévales ont eu lieu en 2014, à l'occasion du 700e anniversaire du supplice de Jacques de Molay[42].

## Culture locale et patrimoine

### Lieux et monuments

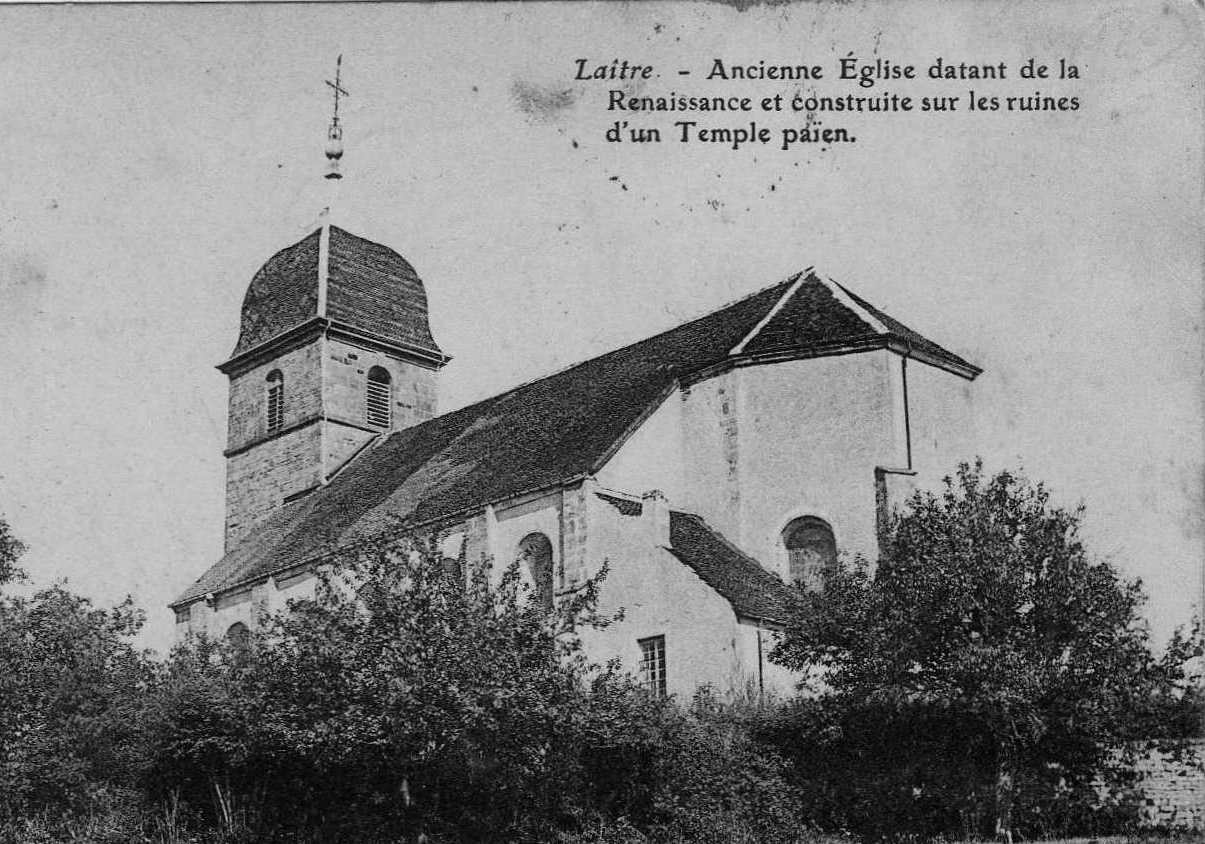
L'église de Laître.
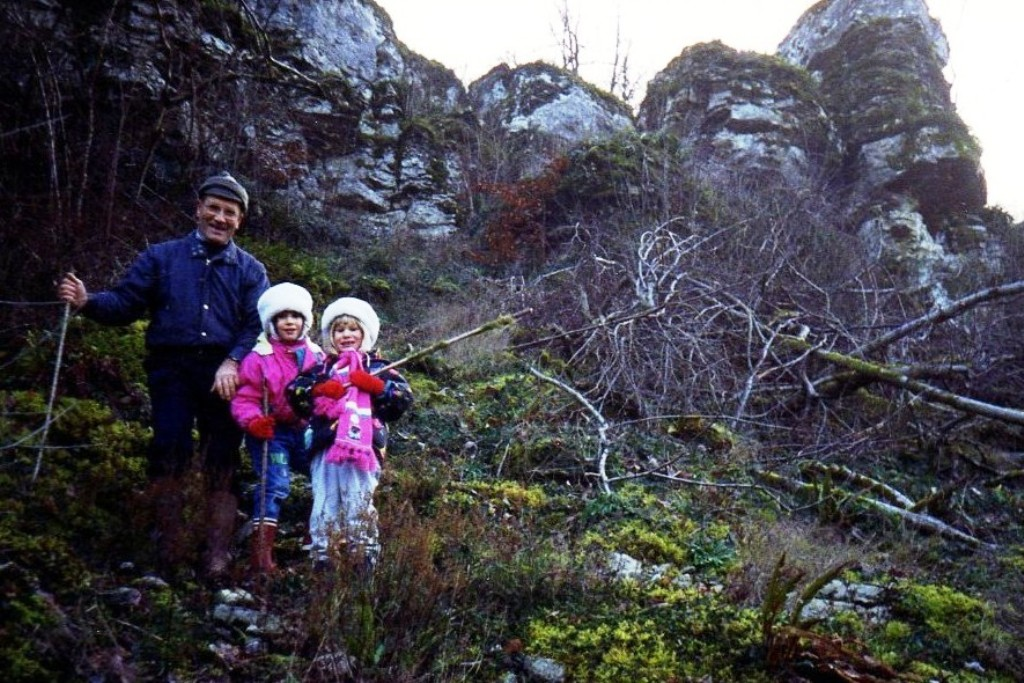
Sous le Pain-de-Beurre (Charles Multon et ses petites-filles 1992).
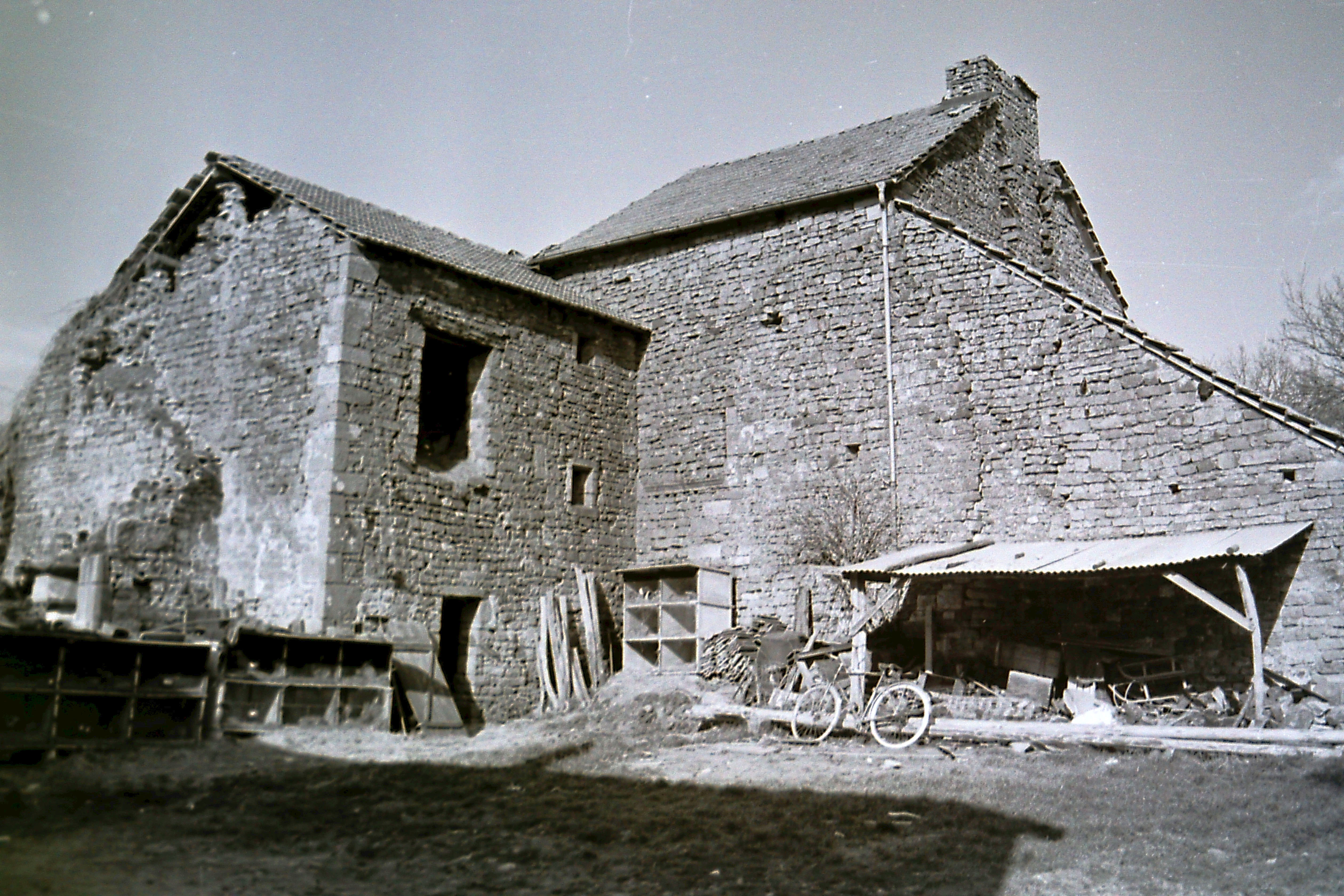
Ruines du "château" en 1978.
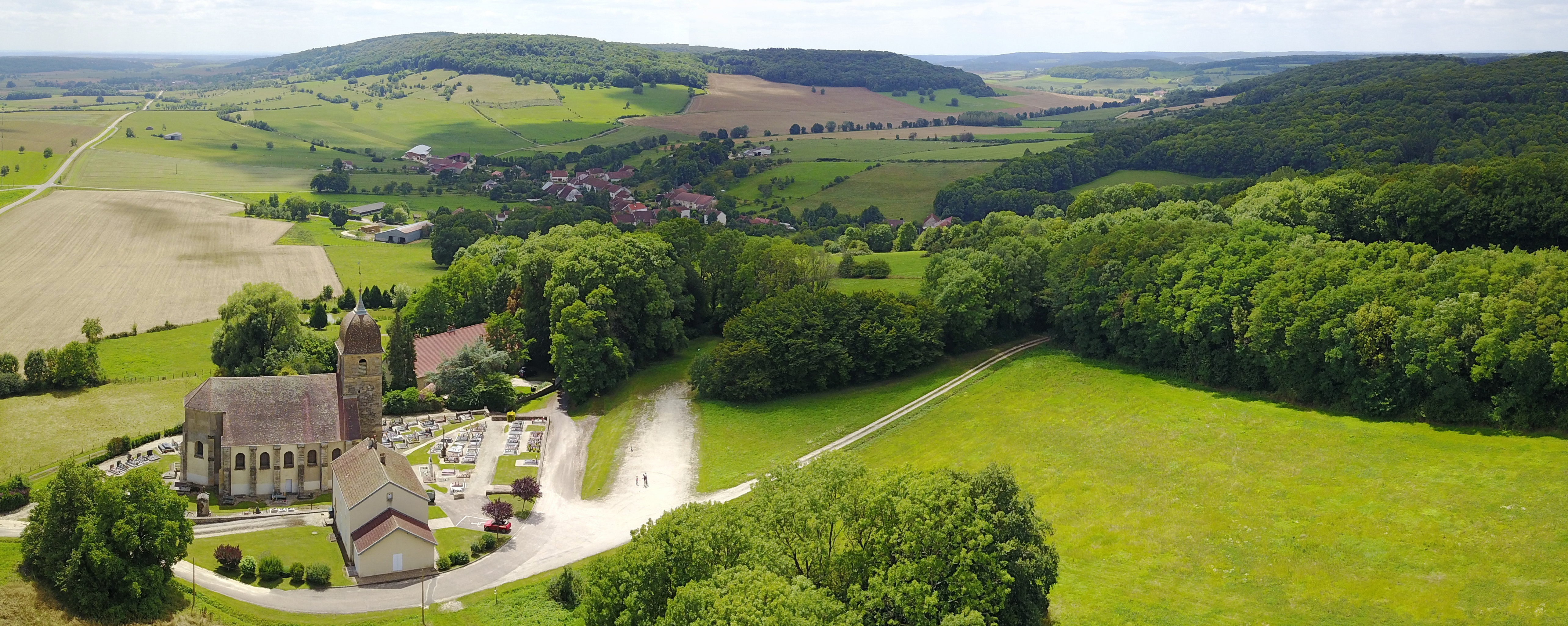
Eglise de Laître, lvillage de Molay en contrebas et "montagne" de La Roche en arrière-plan.
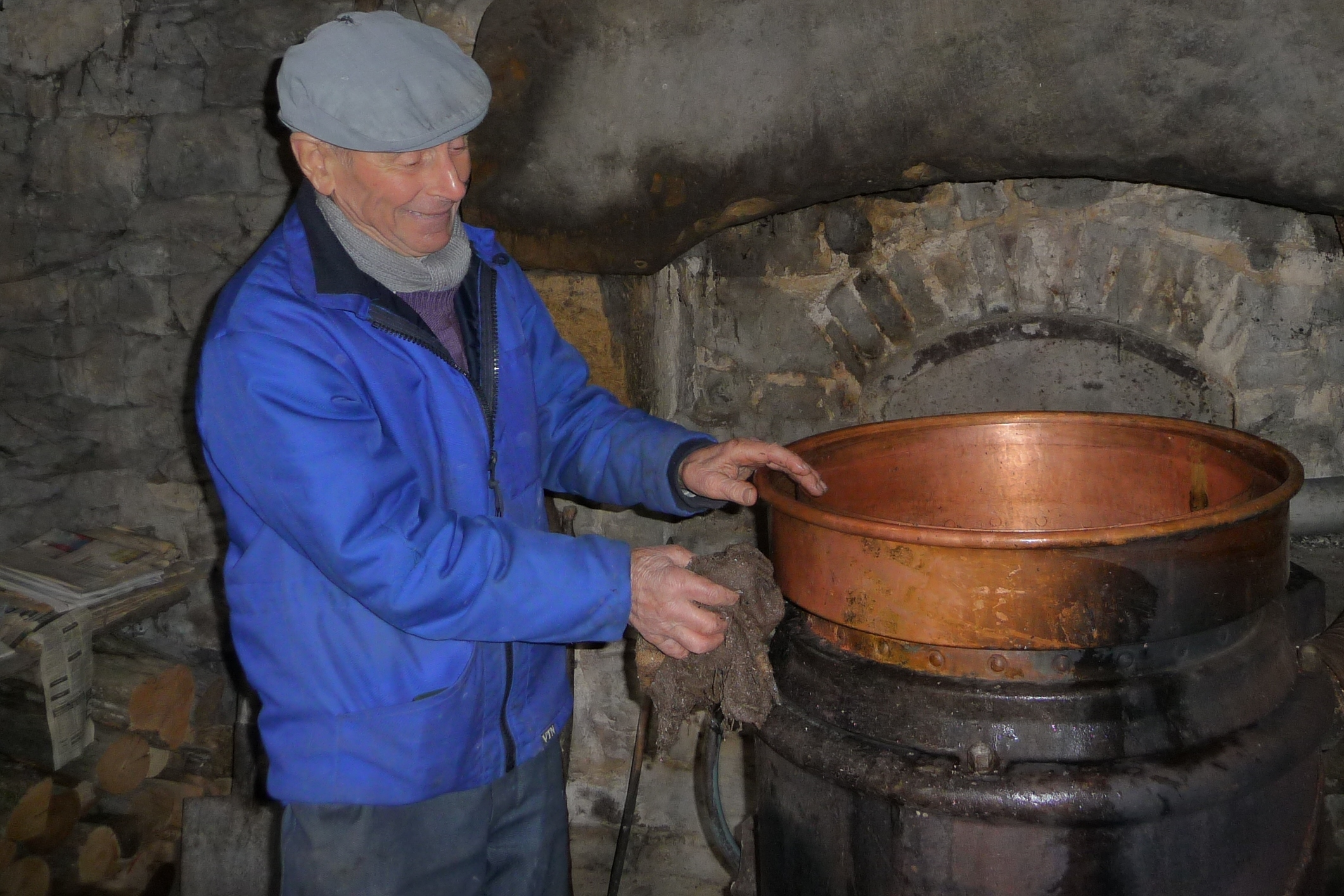
Alambic communal, au bord de la Rigotte (Pierre Carteret).

#### Partie nord de la montagne de la Roche
Elle s'étend sur plusieurs communes de Fouvent à Molay. Son versant nord, situé sur le territoire Molay, est le plus escarpé. C'est un lieu de randonnée très apprécié avec le Pain-de-Beurre, les gorges de César et ses points de vue à 270° sur les Vosges, la vallée de la Rigotte, le village natal de Jacques de Molay, la cathédrale Saint-Mammès de Langres. En contrebas du Pain-de-Beurre, la Pierre-qui-Vire, un mégalithe de plus de trois mètres de diamètre parfaitement horizontal, serait un dolmen. Son appellation correspond au nom communément donné à ces grosses pierres dont la légende dit qu'elles font un tour sur elles-mêmes tous les cent ans !

#### Château de Jacques de Molay

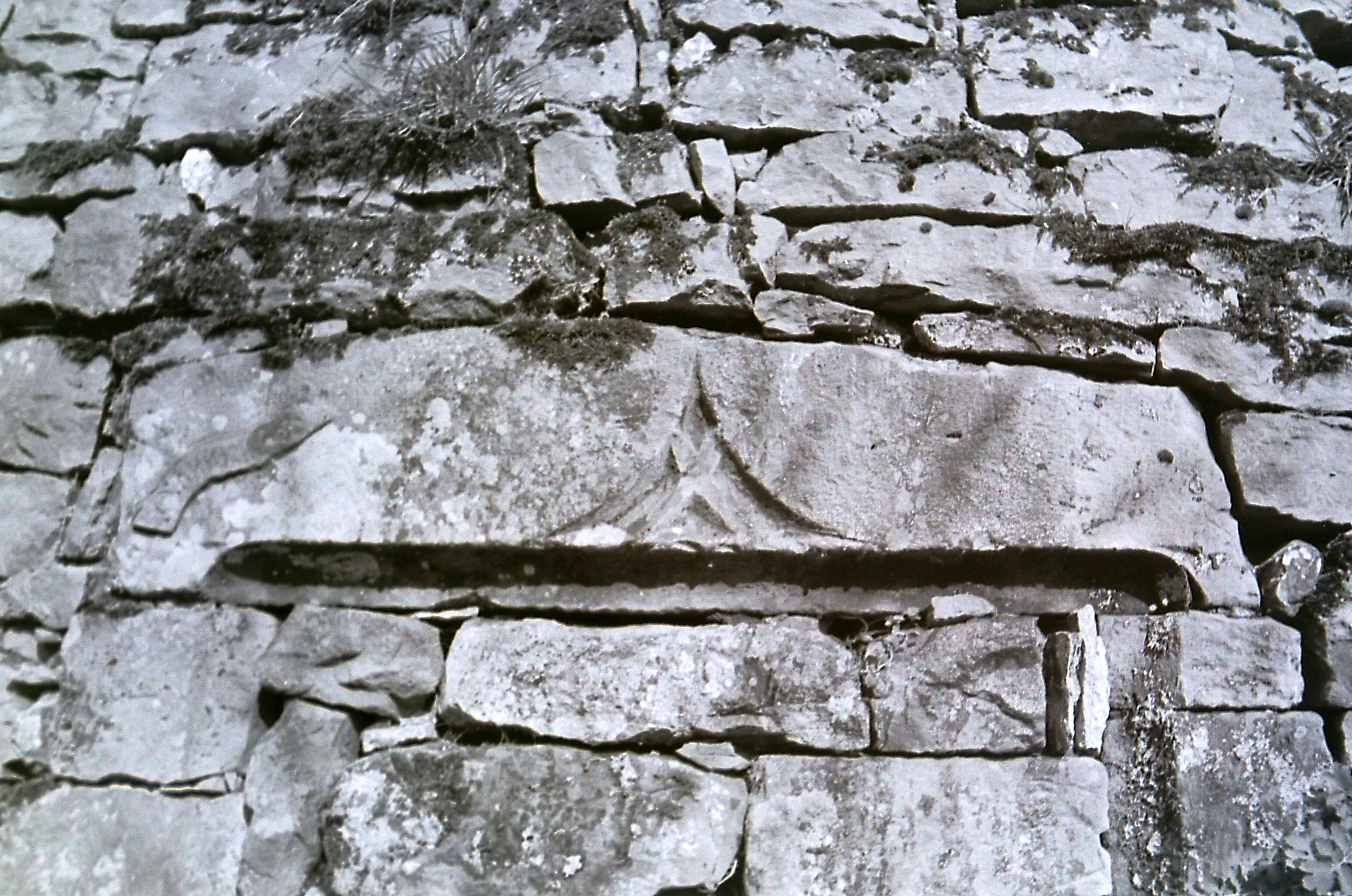
Linteau de porte du château.

Il s'agit d'un manoir du XVe siècle, aujourd'hui en situation très dégradée, situé à côté de la mairie, que les habitants du village appellent le château de Jacques de Molay. Cette bâtisse, dont rien ne prouve qu'elle ait été construite à l'emplacement d'un éventuel château de la famille de Molay, avait appartenu à la famille de Lassau, dont une pierre tombale se trouve intégrée dans le mur sud de l'église de Laître. Elle a subi un grave incendie le 13 juin 1933 qui a fait disparaître toute sa partie centrale et a continué depuis à se dégrader. Un linteau de porte, situé sur le mur ouest longeant la route menant à La Rochelle, comprenait une inscription non déchiffrée à ce jour. Il a été acquis en 2007 par la commune afin d'être préservé de tout risque de perte patrimoniale et inséré dans la façade de la mairie.

#### Église Saints-Pierre-et-Paul de Laître
Aujourd'hui, l'église dédiée aux apôtres saint Pierre et saint Paul, aurait été construite sur les ruines d'une première église du XIe siècle avec comme fondateur un seigneur de La Rochelle. Elle est située sur la colline de Laître et a été reconstruite entre 1778 à 1780 avec son clocher à l'impériale, typiquement comtois. Cette église paroissiale était destinée initialement aux communes de Molay, Cintrey et La Rochelle. Les « aménagements intérieurs » : les autels, les bancs, les confessionnaux, les retables et le lutrin ont été installés entre 1781 et 1783. Actuellement, l'église possède deux cloches : la première cloche de 1827, la plus grosse (environ 140 cm de diamètre) pèse 1 600 kg. La deuxième cloche de 1874 plus petite (environ 124 cm de diamètre) sonne pour l'Angélus et a été baptisée « Clotilde Stanislas ». La chaire sculptée du XVIIe siècle proviendrait de l´église des Bénédictins de Morey.

#### Calvaires
Plusieurs calvaires (du XVII au XXème s.) se trouvent sur le territoire de la commune.
Le plus ancien, dit "Croix de Mircamp" se trouve au-dessus d'une source portant le même nom, à la sortie nord du village en direction de La Rochelle sur la droite, entre les deux anciens moulins. Il comporte un croix biface et sur son soubassement, on peut lire : //A LA DEVOTION /HVUNBER REGNAUD ET / MARGUERITTE BRICARD / SA FEME DE MOLAY / LE 3 MARS 1634//.
Le suivant, par ordre chronologique, date de 1717, il était situé initialement à la sortie sud du village, au carrefour du chemin de la Roche et de la Voie de Morey (aujourd'hui disparue et temporairement occupée par la "ligne du tram"). Il a été déplacé, à la fin des années 1970 à la suite du remembrement, sur la petite place du village à côté de l'ancien four banal devenu alambic communal. Il s'agit d'une croix simple dont le soubassement comporte l'inscription énigmatique suivante : //FG PN / LB DG / IL FR / 1717//.

#### Divers
- Depuis 1922, un alambic communal

Exposition artistique
Atelier POWLART, 9 rue Charles Multon, créé par Paul Été, artiste plasticien, originaire de Montreuil et habitant à Molay depuis 2022. L'exposition de ses oeuvres est accessible gratuitement au grand public du samedi au mercredi de 15 h à 18 h. Un reportage a été réalisé et diffusé le 11 mars 2025 dans l'émission "Rendez-vous chez vous" de France 3 Bourgogne Franche-Comté. Il est accessible sur Youtube.
Article dans l'Est-Républicain du 22 juillet 2025 : Une exposition pleine d’humour avec « l’Art Rigolo » de Paul Été.

### Personnalités liées à la commune
- Jacques de Molay (Molay v.1245 - Paris 1314) : dernier Grand-Maître de l'Ordre du Temple.

### Héraldique
| Blason de Molay | Blason  | D'azur au sautoir d'or cantonné de quatre limaces contournées du même, à l'empreinte du sceau templier de gueules ombré de sable brochant en cœur. |
| Blason de Molay | Détails | Armes de Louis de Lassaut (où les limaçons sont devenus des limaces), seigneur de Molay, mort en 1535, auquel fut « apposé » le sceau de l'ordre du Temple, qui évoque Jacques de Molay, natif du village et qui fut le dernier grand maître de l'Ordre. Utilisé par la commune. |